# Lanco
Lanco ist eine Kommune im Süden Chiles. Sie liegt in der Provinz Valdivia in der Región de Los Ríos. Sie hat 16.752 Einwohner und liegt ca. 57 Kilometer nordöstlich von Valdivia, der Hauptstadt der Region.

## Geschichte
Der Name Lanco stammt aus dem Mapudungun und bedeutet so viel wie „gestoppte Wasser“ oder „langsame Wasser“. Schon vor der Ankunft der Spanier befand sich auf dem Gebiet der Gemeinde eine kleine Siedlung von Mapuche. Mit der Ankunft der Pioniere wurde das Dorf Lanco gegründet, welches sich auf dem Gebiet des heutigen Lanco Viejo befand. Wenig später wurde das Dorf jedoch in die Umgebung des Bahnhofs verlegt. Am 28. Dezember 1917 wurde Lanco offiziell der Status einer Gemeinde zuerkannt, nachdem das Dorf vorher nur Teil der Gemeinde Mariquina war. Die damalige Grenze reichte noch bis zur argentinischen Grenze. Der östliche Teil der Gemeinde wurde jedoch 1946 zur eigenständigen Gemeinde Panguipulli. Besonders Mitte des 20. Jahrhunderts war Lanco ein wichtiges Zentrum der chilenischen Holzindustrie.

## Demografie und Geografie
Laut der Volkszählung aus dem Jahr 2017 leben in Lanco 16.752 Einwohner, davon sind 8224 männlich und 8528 weiblich. 69,3 % leben in urbanem Gebiet, der Rest in ländlichem Gebiet. Etwa ein Drittel der Einwohner von Lanco fühlt sich auch heute noch den Mapuche angehörig. Neben der Ortschaft Lanco gehören mehrere weitere kleine Siedlungen zur Kommune, am wichtigsten ist die Siedlung Malalhue. Die Kommune hat eine Fläche von 532,4 km² und grenzt im Norden an Loncoche in der Región de la Araucanía, im Osten an Panguipulli, im Südwesten an Máfil, und im Westen an Mariquina.
Am Rande der Siedlung Lanco fließt der Río Leufucade in den Río Cruces. Die beiden Flüsse durchfließen große Teile der Gemeinde, letzterer mündet dann schließlich bei Valdivia in den Pazifischen Ozean.

## Wirtschaft und Politik
In Lanco gibt es 279 angemeldete Unternehmen. Wichtig sind dabei nach wie vor Land- und Forstwirtschaft. Der aktuelle Bürgermeister von Lanco ist Juan Rocha Aguilera von der Partido Socialista. Auf nationaler Ebene liegt Lumaco im 24. Wahlkreis, der die gesamte Region umfasst.

## Fotogalerie

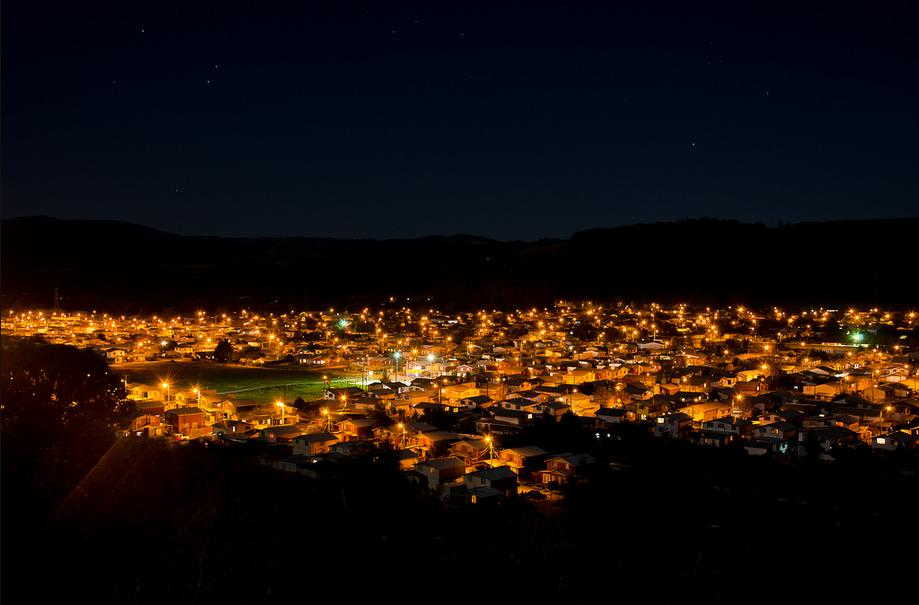
Blick auf Lanco bei Nacht
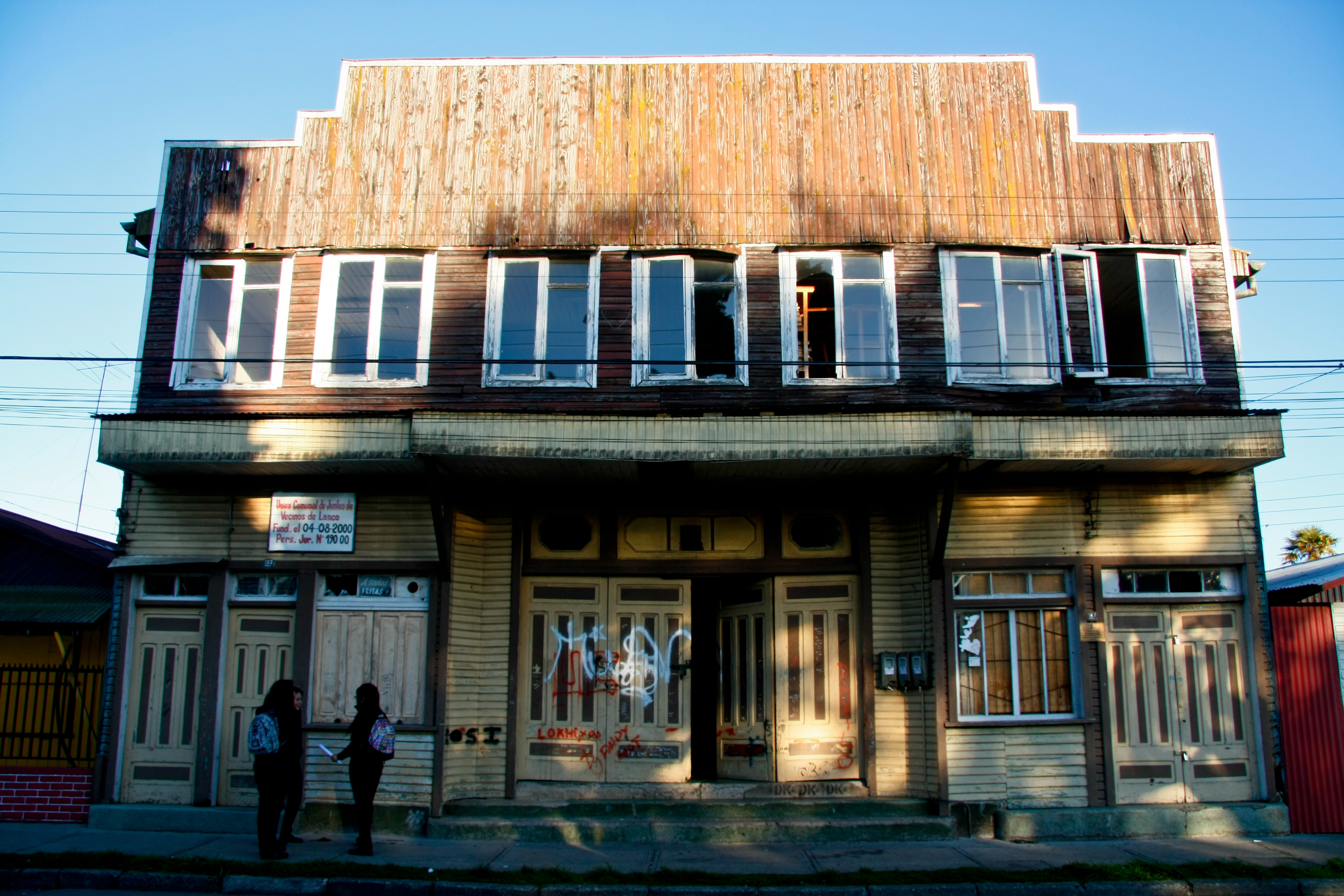
Das Teatro Galia
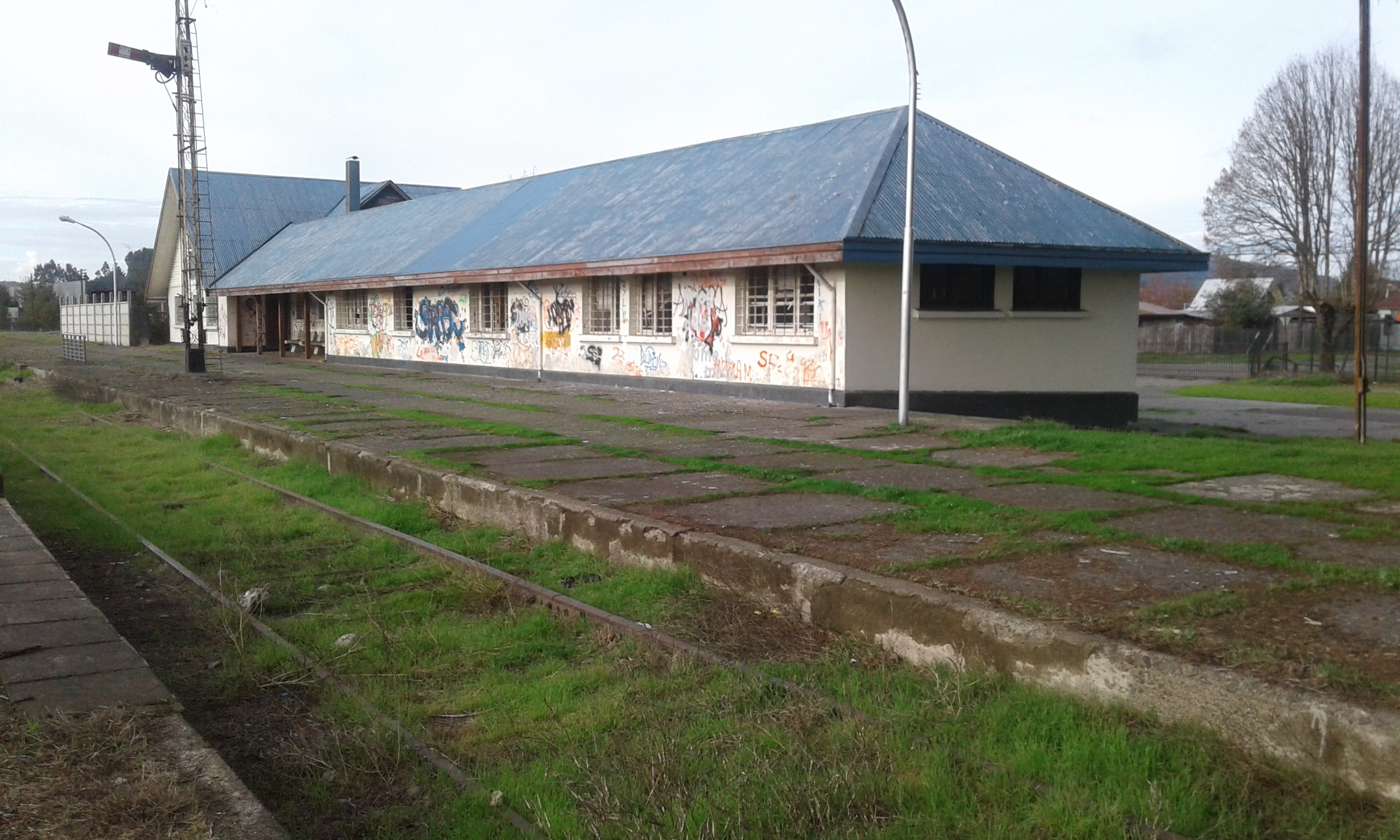
Der Bahnhof von Lanco
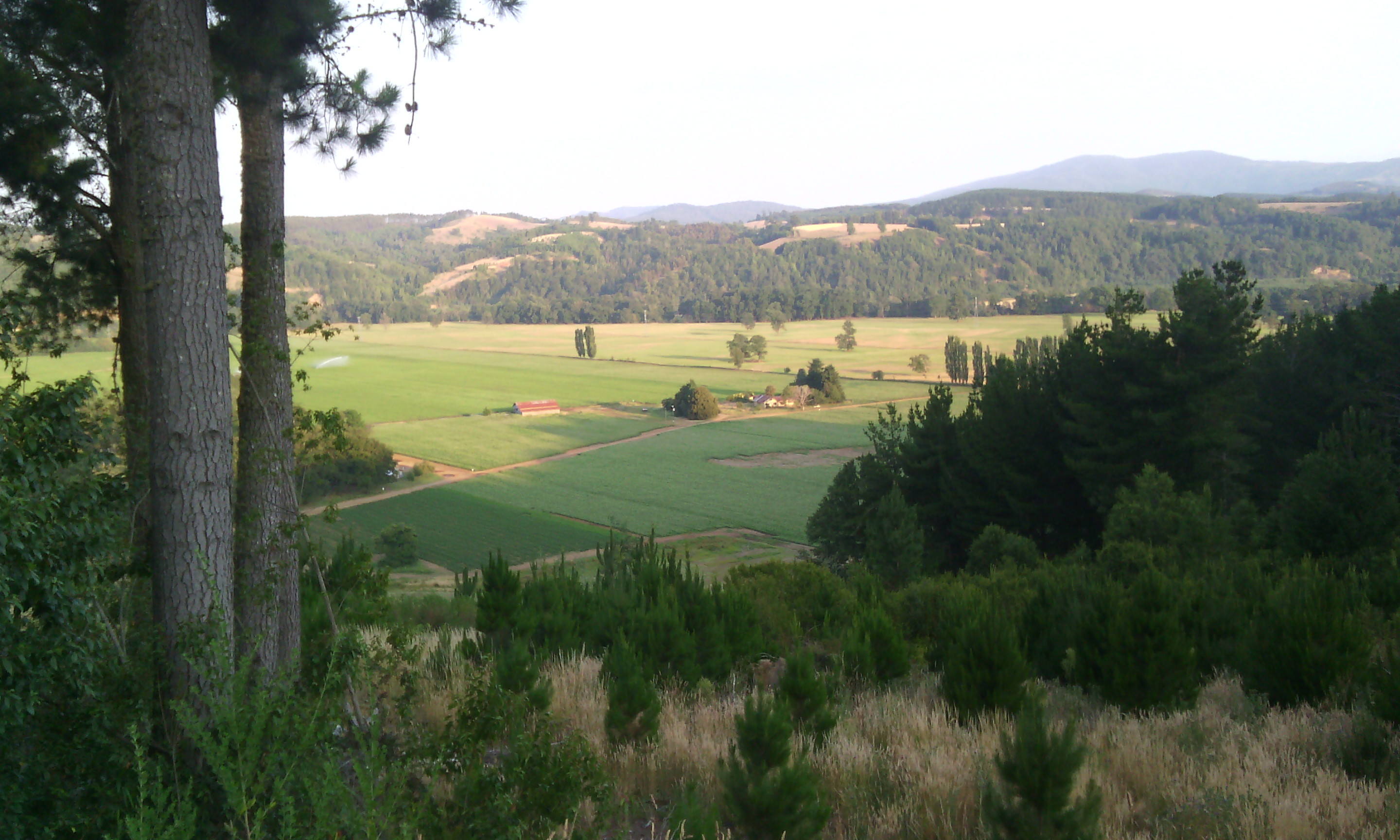
Umgebung von Lanco
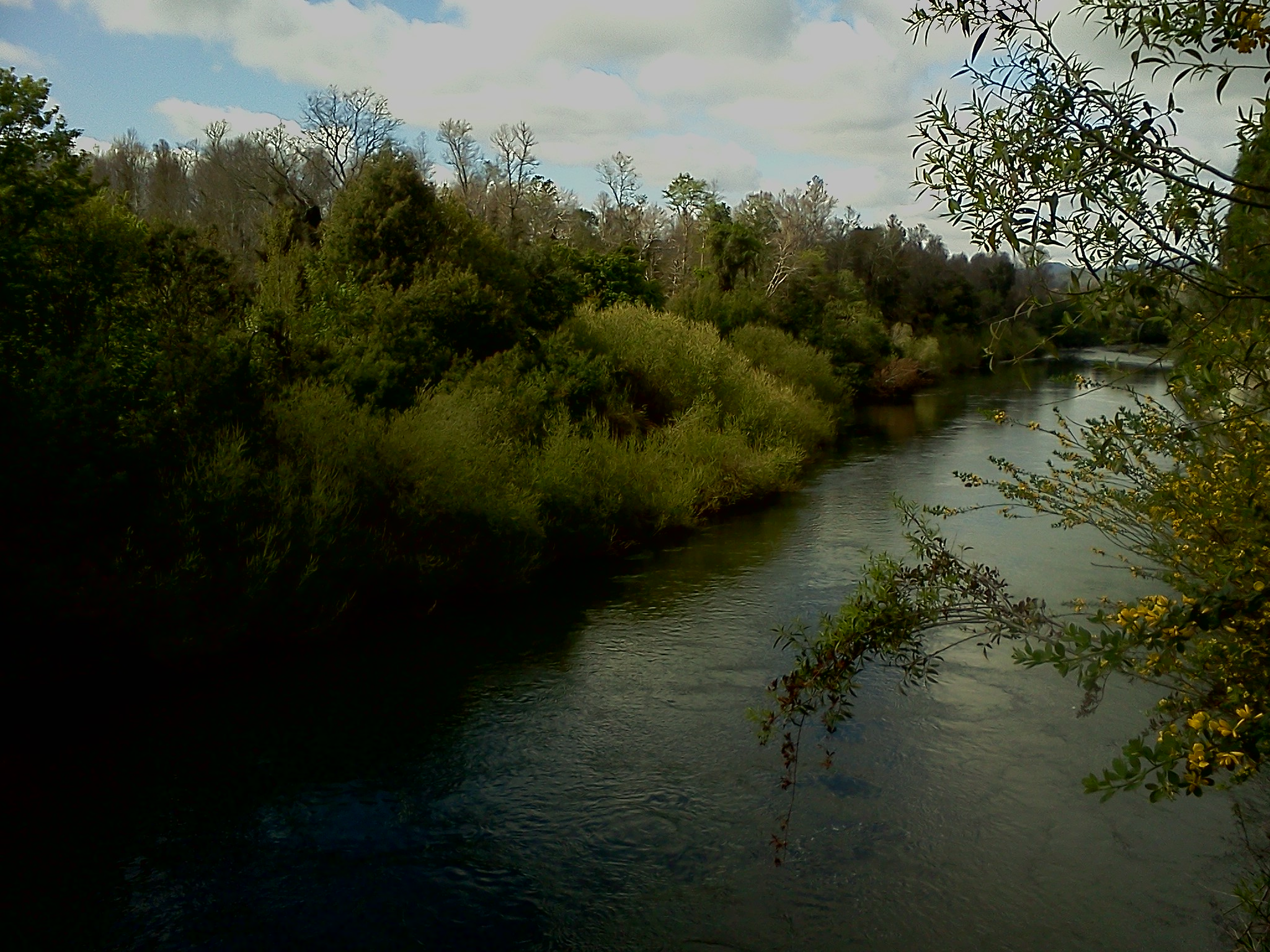
Der Río Cruces